# FC Universitatea Cluj
FC Universitatea Cluj-Napoca of kortweg U Cluj is een Roemeense voetbalclub. U Cluj is de grootste sportclub van de stad Cluj-Napoca en is actief in voetbal, rugby, basketbal, handbal, volleybal en atletiek. In 1994 werd de voetbalafdeling onafhankelijk van de sportclub.
De club werd in 1919 opgericht en speelde aanvankelijk in lokale competities. In de jaren 20 werd dan aan de eindronde om de Roemeneense landstitel meegedaan. In 1932 kwam de huidige competitie tot stand, er waren 2 groepen van 7. Universitatea Cluj werd eerste en speelde de play-off tegen Ripensia Timișoara en verloor met 3-5, 0-0 de landstitel. In 1938 degradeerde de club.
Tijdens de Tweede Wereldoorlog verhuisde de club naar Sibiu omdat de stad Cluj aan Hongarije werd toegewezen en promoveerde ook weer naar de hoogste klasse. Na de oorlog keerde de club terug naar huis. De naam verd ook veranderd in CSU Cluj en later Știința Cluj. In 1956 degradeerde de club maar kon meteen terugpromoveren. In 1961 werd de club 4de en in 1965 haalde de club de beker binnen waardoor er Europees gespeeld kon worden.
In 1966 veranderde de clubnaam terug in Universitatea Cluj. Na enkele plaatsen in de middenmoot werd de club verrassend 3de in 1972 en mocht opnieuw Europees spelen, een jaar later werd zelfs de vicetitel behaald. In 1976 degradeerde de club opnieuw en promoveerde na 3 seizoenen terug. Na 3 seizoenen vechten tegen degradatie verloor de club de strijd in 1982. In 1985 volgde een nieuwe promotie en Cluj werd knap 7de. Na nog 2 tiende plaatsen ging het weer bergaf en in 1991 degradeerde de club andermaal. Dit keer moest de club maar één seizoen wachten om de terugkeer te vieren en kon standhouden tot 1999. Het volgende seizoen degradeerde de club zelfs naar de 3de klasse en kon na één seizoen terugkeren. Tot 2007 speelde de club in de tweede klasse en promoveerde dan. De club werd afgetekend laatste met negen punten achterstand op UT Arad, stadsgenoot CFR Cluj werd dat jaar voor de allereerste keer landskampioen. In 2010 promoveerde de club opnieuw naar de hoogste klasse. In 2015 degradeerde de club weer en in 2016 volgde een nieuwe degradatie. Door financiële problemen werden ze zelfs naar de vierde klasse gezet. In 2018 promoveerde de club weer naar de tweede klasse, waar het vier jaar later door het winnen van de play-off uit promoveerde en na zeven jaar afwezigheid de rentree op het hoogste niveau kon vieren.

## Erelijst
- Beker
  - Winnaar: 1965
  - Finalist: 1934, 1942, 1949, 2015

## Cluj in Europa
Uitslagen vanuit gezichtspunt FC Universitatea Cluj
| Seizoen | Competitie        | Ronde        | Land                                         | Club                    | Totaalscore | 1e W    | 2e W         | PUC |
| ------- | ----------------- | ------------ | -------------------------------------------- | ----------------------- | ----------- | ------- | ------------ | --- |
| 1965/66 | Europacup II      | 1R           | Vlag van Oostenrijk                          | 1. Wiener Neustädter SC | 3-0         | 1-0 (U) | 2-0 (T)      | 4.0 |
|         |                   | 1/8          | Vlag van Spanje (11 okt. 1945- 20 jan. 1977) | Atlético Madrid         | 0-6         | 0-2 (T) | 0-4 (U)      | 4.0 |
| 1972/73 | UEFA Cup          | 1R           | Vlag van Bulgarije (1971-1990)               | Levski-Spartak Sofia    | 5-6         | 4-1 (T) | 1-5 nv (U)   | 2.0 |
| 1995    | Intertoto Cup     | Groep 3      | Vlag van Faeröer                             | HB Tórshavn             | 0-0         | 0-0 (U) |              | 0.0 |
|         |                   | Groep 3      | Vlag van Noorwegen                           | Tromsø IL               | 0-1         | 0-1 (T) |              | 0.0 |
|         |                   | Groep 3      | Vlag van België                              | Germinal Ekeren         | 1-4         | 1-4 (U) |              | 0.0 |
|         |                   | Groep 3 (4e) | Vlag van Zwitserland                         | FC Aarau                | 2-3         | 2-3 (T) |              | 0.0 |
| 2025/26 | Conference League | 2Q           | Vlag van Armenië                             | FC Ararat-Armenia       | 1-2         | 0-0 (U) | 1-2 (nv) (T) | 0.5 |

Totaal aantal punten voor UEFA coëfficiënten: 6.5
Zie ook
- Deelnemers UEFA-toernooien Roemenië
- Ranglijst van alle clubs die in de diverse Europa Cups zijn uitgekomen

## Bekende (ex-)spelers
- Romulus Gabor
- Ovidiu Hoban
- Gabriel Machado
- Pieter Merlier
- Ioan Sabău
- János Székely
- Łukasz Szukała
- Danzell Gravenberch